# 王树仁
王树仁（1930年—），男，河北怀来人，中国矿山建设工程专家，曾任中国矿业学院教授、博士生导师。